# Возвращённый рай
Возвращённый рай (англ. Paradise Regained) — поэма английского поэта Джона Мильтона, впервые опубликованная в 1671 году Джоном Макоком.

## История
Джон Мильтон создал поэму «Возвращённый рай» в заключительный период своего творчества, в конце 1660-х годов. Будучи слепым, он диктовал текст своим друзьям и дочери. Первое издание книги, вышедшее в 1671 году, содержало также текст пьесы «Самсон-борец». Милтон диктовал текст «Возвращённого рая» в своём имении Челфонт-Сент-Джайлс в Бакингемшире.
Существует легенда о возникновения замысла поэмы, согласно которой некий квакер по имени Томас Эллвуд, прочитав поэму «Потерянный рай», обратился к Мильтону со словами: «Ты описал, как был потерян рай, но что ты можешь сказать о том, как рай нашли?». Услышав это, Милтон сначала впал в размышления, но спустя некоторое время показал Элвуду новую рукопись под названием «Возвращённый рай».
В России произведения Мильтона стали известны уже с середины XVIII века и нашли горячий отклик среди русских писателей. А. Н. Радищев поставил имя Мильтона в один ряд с Шекспиром и Гомером. Первым переводом «Возвращённого рая» на русский язык был прозаический перевод с французского архиепископа  Амвросия (Серебренникова), который увидел свет в 1803 году, уже после смерти Амвросия. В России поэма Мильтона неоднократно переиздавалась в XIX веке (практически постоянно — вместе с «Потерянным раем»), после чего была переиздана лишь в XXI веке. Новый перевод поэмы был выполнен в 2000 году С. А. Александровским.

## Сюжет
Поэма состоит из 4 книг (по сравнению с 12 книгами «Потерянного рая») и представляет собой рассказ о том, как Сатана пытался совратить Иисуса Христа. Мильтон в поэме сосредотачивает внимание на образе Христа. Если Адам и Ева в «Потерянном рае» не смогли устоять против соблазна, то Иисус оказывается более стойким к искушению. Для Мильтона Иисус — это идеальный человек-гражданин. Несмотря на одиночество, всеобщее непонимание, Иисус находит в себе силы противостоять злу, царящему в мире, и ни на шаг не отступает от своих принципов, благодаря чему побеждает Сатану и спасает человечество.

## Значение
По оценкам литературоведов, «Возвращённый рай» — более слабое произведение, по сравнению с «Потерянным раем», которое невыгодно отличается абстрактностью и религиозно-моралистическими интонациями. «Возвращённый рай» отражает эволюцию взглядов Мильтона на пути и механизмы социального прогресса. В частности, произведение несёт отпечаток определённого разочарования в целесообразности и возможности политической революции. В этом усматривается влияние квакерства, куда ушли наиболее активные силы пуританской революции, и отсюда проистекает основная идея «Возвращенного рая» — выяснение путей грядущей революции как духовного перерождения человека. Эта задача воплощена в победе Христа над искусителем — сатаной, которая является искуплением за грехопадение Адама и Евы, иными словами — за ошибки революции. Мильтон не отказался от мечты «о новом обществе»: в «Возвращённом рае» Христос основывает «царство божие» на земле, а не на небе, то есть совершает определённую политическую акцию. Но эта акция представляет собой не насилие, а просветление и убеждение, отказ от борьбы. При этом Мильтон не отказался от своих философских взглядов и политических симпатий: в «Возвращённом рае» наличествуют элементы материализма и в ещё большей степени — отход от официального христианства. Христос для Мильтона — лишь великий человек (Greater Man), идеальный человек-гражданин, символизирующий «избранных» представителей будущей революции, победивших силы реакции. Несмотря на одиночество, всеобщее непонимание, Христос Мильтона находит в себе силы противостоять злу, царящему в мире, и ни на шаг не отступает от своих принципов. Сатана же у Мильтона выступает как своеобразная аллегория дворянской реставрации и щедро наделён чертами Карла I — вероломством, двуличием и хитростью.